# Luigi Marattin
Luigi Marattin (Napoli, 20 febbraio 1979) è un economista e politico italiano, dal 23 marzo 2018 deputato alla Camera.

## Biografia
Nato a Napoli, da genitori napoletani, padre ingegnere chimico di origini venete e madre casalinga, la famiglia si trasferisce prima a Brindisi, dove frequenta gran parte delle scuole elementari, e poi nel 1988 a Ferrara, dove termina le elementari alla scuola Alda Costa e frequenta la scuola media Torquato Tasso e il liceo scientifico Antonio Roiti, dov'è stato rappresentante d'istituto, direttore del giornale studentesco Acido Roitico, coordinatore del sindacato studentesco di Ferrara e presidente della Consulta provinciale degli studenti, diplomandosi nel 1997 con 60/60.
Successivamente studia economia delle amministrazioni pubbliche e delle istituzioni internazionali all'Università di Ferrara, dove fonda e dirige il giornale studentesco di facoltà La Nuova Economia, con un erasmus all'Università di Birmingham, laureandosi cum laude nel 2001.
Nel 2002 consegue un Master of Science in economia presso l'Università di Warwick nel Regno Unito e a maggio 2007 il dottorato di ricerca in economia politica presso il dipartimento di scienze economiche dell'Università degli Studi di Siena.
Nel 2020 diventa professore associato di economia politica presso il dipartimento di scienze economiche dell'Università di Bologna. I suoi interessi di ricerca si concentrano sulla finanza pubblica e sui meccanismi di trasmissione della politica fiscale.
È tifoso della Juventus.

## Attività politica

### Gli inizi
Alle elezioni amministrative del 1999 si candida al consiglio circoscrizionale Giardino-Arianuova-Doro di Ferrara, dove risulta il primo dei non eletti.
Aderente ai Democratici di Sinistra (DS) e unitosi alla corrente liberale guidata da Enrico Morando, alle elezioni amministrative del 2004 si candida al consiglio comunale di Ferrara, tra le sue liste a sostegno del candidato sindaco di centro-sinistra Gaetano Sateriale, venendo eletto consigliere comunale e facendo parte della commissione consiliare Bilancio e controllo sui servizi pubblici locali.
Nel 2007 aderisce allo scioglimento dei DS, sancito dal congresso di quell'anno, e la sua confluenza nel Partito Democratico (PD), partecipando alle primissime e fondative elezioni primarie a sostegno del sindaco di Roma Walter Veltroni, venendo eletto nella prima Assemblea Nazionale.
Ad ottobre 2009 viene nominato, dal neo-eletto sindaco di Ferrara Tiziano Tagliani, nel Consiglio di Amministrazione di Holding Ferrara Servizi, una holding per la razionalizzazione e riorganizzazione le partecipazioni societarie del comune di Ferrara.

### Assessore comunale di Ferrara
Il 30 novembre 2010 viene nominato assessore al Bilancio e alle Partecipazioni nella giunta comunale di Ferrara guidata da Tagliani, rimanendo in carica fino al 22 settembre 2014, dove si è occupato di diminuire la spesa corrente, le tasse comunali e soprattutto a ridurre più di un terzo il debito del comune.
Alle primarie del PD del 2013 sostiene la mozione del sindaco di Firenze Matteo Renzi; Renzi vince con un ampio margine, raccogliendo il 67,55% di voti, rispetto a Gianni Cuperlo (18,21%) e Pippo Civati (14,24%); Marattin viene rieletto all'Assemblea Nazionale.

### Consigliere economico di Matteo Renzi
Il 15 settembre 2014 viene nominato consigliere economico del Presidente del Consiglio Matteo Renzi, oltreché membro del Nucleo Tecnico per il Coordinamento della Politica Economica presso la Presidenza del Consiglio dei ministri e di una think tank insieme a Marco Fortis, Yoram Gutgeld e Tommaso Nannicini, venendo confermato in tale ruolo dal successore di Renzi a Palazzo Chigi Paolo Gentiloni nel 2016.
Dal marzo 2016 al giugno 2018 è stato presidente della Commissione Tecnica sui Fabbisogni Standard.

### Elezione a deputato
Alle elezioni politiche del 2018 viene candidato alla Camera dei deputati, tra le liste del Partito Democratico nel collegio plurinominale Emilia-Romagna - 04, risultando eletto deputato. Nel corso della XVIII legislatura è capogruppo nella 5ª Commissione Bilancio, tesoro e programmazione e membro della Commissione parlamentare d'inchiesta sul sistema bancario e finanziario.
Alle primarie del PD del 2019 sostiene la mozione di Roberto Giachetti, ex radicale e candidato renziano che rivendica l'attività dei governi Renzi e Gentiloni e il rilancio dell'ala moderata del partito, escludendo ogni tentativo di accordi col Movimento 5 Stelle e i fuoriusciti di Liberi e Uguali, che risulterà perdente arrivando terzo con il 12% dei voti dietro a Nicola Zingaretti (66%) e il segretario uscente Maurizio Martina (22%).

### Scissione in Italia Viva
A seguito della scissione nel PD da parte del gruppo dei parlamentari renziani, aderisce nel settembre 2019 ad Italia Viva, partito fondato da Matteo Renzi di stampo liberale e centrista, diventando vice-capogruppo vicario del gruppo parlamentare Italia Viva-L'Italia C'è" alla Camera.
Nell'ottobre 2019 fa discutere la sua proposta di rendere obbligatoria la carta d'identità per l'uso dei social network con l'obiettivo di combattere le fake news e gli account falsi.
A giugno 2020 è stato relatore di maggioranza del decreto-legge Rilancio, mentre a luglio dello stesso anno viene eletto presidente della 6ª Commissione Finanze, dove in tale ruolo promuove nel gennaio 2021 un'indagine conoscitiva sulla riforma dell’IRPEF e altri aspetti del sistema tributario svolta dalle commissioni Finanze di Camera e Senato.
Alle elezioni politiche anticipate del 2022 viene ricandidato alla Camera, tra le liste di Azione - Italia Viva come capolista nei collegi plurinominali Piemonte 2 - 01 e Piemonte 2 - 02, venendo in quest'ultimo collegio rieletto deputato. Nella XIX legislatura è membro della 5ª Commissione Bilancio, tesoro e programmazione e della Commissione parlamentare d'inchiesta sulla scomparsa di Emanuela Orlandi e Mirella Gregori..

### Abbandono di Italia Viva e Sviluppi successivi

Logo di Orizzonti Liberali

Il 9 settembre 2024 Marattin, insieme a un centinaio di dirigenti locali, lascia Italia Viva, non condividendo la scelta del partito di voler far parte della coalizione di centro-sinistra con il PD, Movimento 5 Stelle e Alleanza Verdi e Sinistra, e fonda l’associazione Orizzonti Liberali, una piattaforma a sostegno della cosiddetta agenda Draghi che vuole diventare, insieme a NOS di Alessandro Tommasi e ai Liberali Democratici Europei (LDE), un partito liberaldemocratico unico entro tre anni. Nello stesso periodo pubblica il suo libro La missione possibile. La costruzione di un partito liberal-democratico e riformatore.
L'8 marzo 2025 Orizzonti Liberali, assieme a NOS, LibDem e Liberal Forum, confluisce nel Partito Liberaldemocratico, che si definisce "orgogliosamente indipendente da destra e sinistra". Durante il primo congresso del partito a San Lazzaro di Savena (Bologna), il 28 giugno 2025 Marattin viene eletto, per acclamazione come candidato unico, segretario del Partito Liberaldemocratico, mentre l'ex senatore PD Andrea Marcucci ne viene eletto presidente.

## Controversie
Nel 2012, quand'era assessore comunale di Ferrara, ha fatto esternazioni omofobe relative all'allora presidente della Regione Puglia e di Sinistra Ecologia Libertà Nichi Vendola, dicendogli «va' a elargire prosaicamente il tuo orifizio anale in maniera totale e indiscriminata», in seguito a delle critiche da questi rivolte nei confronti di Matteo Renzi. Marattin si è poi scusato, chiarendo anni dopo che si trattò di un «equivoco molto sfortunato» e che «non voleva essere un riferimento alla sua sessualità».

## Opere
- La missione possibile. La costruzione di un partito liberal-democratico e riformatore, Rubbettino, 2024, ISBN 978-8849881226.